# Inside Edition

Logo d'Inside Edition.

Inside Edition est une émission de télévision américaine d'une durée de 30 minutes, diffusée depuis le 9 janvier 1989. Elle était au début calquée sur Hard Copy ou A Current Affair, mais elle est aujourd'hui plus proche d'une matinale condensée, avec uniquement des reportages pré-enregistrés plutôt que des interviews en direct. Elle a été créée par John Tomlin et Bob Young pour King World Productions (devenu CBS Television Distribution). L'émission était, dans sa forme initiale, un tabloïd qui mélangeait les histoires criminelles, les affaires policières et les actualités people. Le premier présentateur de l'émission était David Frost, qui fut remplacé de façon abrupte après trois semaines par Bill O'Reilly. Inside Edition a été officiellement reprogrammée pour 2011-2012, et elle arrive en seconde position en termes d'audience (derrière Entertainment Tonight).

## Équipe de production
Présentateurs
- Deborah Norville (depuis 1995)

Correspondants
- Megan Alexander - Correspondante à New York (depuis 2007)
- Paul Boyd - Correspondant à New York et coprésentateur le week-end (depuis 2001)
- Lisa Guerrero - Correspondante et Directrice des investigations (depuis 2006)
- Diane McInerney - Correspondante à New York (depuis 2003)
- Jim Moret - Correspondant à Los Angeles (depuis 2004)
- Les Trent - Correspondant senior à New York (depuis 2000)